# 생물 다양성 협약
생물 다양성 협약(Convention on Biological Diversity, CBD)은 생물 다양성을 생태계, 종, 유전자 세 가지 수준에서 파악하고 생물 다양성의 보전, 생물 다양성 구성 요소의 지속 가능한 이용, 유전자원의 이용으로부터 발생하는 이익의 공정하고 공평한 배분을 목적으로 하는 국제 조약이다.

## 경위
국제 자연 보전 연맹 (IUCN) 등 환경 단체의 요청을 받아 1987년부터 유엔 환경 계획 (UNEP)이 준비를 시작했다. 관리 이사회의 결정에 의해 설립된 전문가 회의에서 검토되어 1990년 11월 이후 7회에 걸쳐 개최된 정부 간 회의에서 조약의 협상을 거쳐 1992년 5월 22일 케냐의 나이로비에서 개최된 합의 텍스트 채택 회의에서 합의 채택되었다.
같은 해 6월에 브라질의 리우데자네이루에서 개최된 유엔 리우 회의에서 조인식을 실시하여 6월 5일부터 서명을 받아, 1년 서명 개방 기간 동안 168개 국가 · 기관이 서명하였다. 1993년 12월 29일에 발표되었다.
대한민국은 1994년 10월 3일에 154번째 회원국으로 가입하였다. 생물다양성협약 제2조에서 “생물다양성이란 육상, 해상, 그 밖의 수생생태계 및 생태학적 복합체(ecological complexes)를 포함하는 모든 자원으로부터의 생물 간 변이성을 말하며, 종들 간 또는 종과 그 생태계 사이의 다양성을 포함한다.”고 정의하였다. 생물다양성은 지구상 생물종(species)의 다양성, 생물이 서식하는 생태계(ecosystem)의 다양성, 생물이 지닌 유전자(gene)의 다양성을 이른다. 종 다양성(species diversity)은 한 지역 내 종의 다양성 정도를 말하는 것으로서 분류학적 다양성이다. 생태계 다양성(ecosystem diversity)은 한 생태계에 속하는 모든 생물과 무생물의 상호작용에 관한 다양성을 이른다. 유전적 다양성(genetic diversity)은 종 내의 유전자 변이를 말하는 것으로 같은 종 내의 여러 집단들을 의미하거나 한 집단 내 개체들 사이의 유전적 변이를 의미한다.

### 연원 및 변천
1900년대 이후 생물종의 멸종 속도는 그 이전에 비해 50∼100배 빨라진 것으로 밝혀졌다. 이에 따라 생물다양성 감소에 대한 위기의식이 세계적으로 확산되었다. 또한 식품, 의약품 등 생물자원을 기반으로 한 산업이 발전하면서 생물다양성 보전의 필요성과 생물자원의 이용 가치에 대한 인식이 높아졌다. 특히 생물다양성을 풍부하게 보유한 개발도상국들은 그들이 보유한 생물자원으로 인한 이익을 선진국들이 대부분 가져가는 것을 비판하고 생물다양성에 대한 주권적 권리 및 의무 설정의 필요성을 제기했다.
1970년대부터 국제사회에는 생물종 보호의 중요성을 인식하고 '멸종위기에 처한 야생동식물종의 국제거래에 관한 협약(Convention on International Trade in Endangered Species of Wild Fauna and Flora: CITES)' 등 여러 국제협약을 체결하여 생물종을 보전하기 위한 노력을 기울였다.
그러나 1980년대 중반 들어 열대우림을 보유하고 있는 개발도상국에서 산림 벌목, 지하자원 채굴, 농경지 확장, 도시와 도로 건설 등 경제개발을 이유로 넓은 면적의 산림을 훼손하면서 생물종의 멸종속도는 더욱 빨라졌다. 따라서 생물다양성의 보전과 지속가능한 이용을 위한 기본이 되는 협약(framework convention)으로서 새로운 국제적 규범의 필요성이 커졌다.
유엔환경계획(UNEP)에서는 1987년 6월 생물다양성 보전에 대한 국제적 행동계획을 수립하기로 결정하고, 일곱 차례의 정부 간 협상회의를 거쳐 생물다양성의 보전과 지속가능한 이용 및 유전자원의 이용을 통하여 얻어지는 이익의 공평한 분배를 목적으로 하는 최종 협약안을 작성하였다.

## 내용
생물다양성협약은 전문(Preamble)과 42개 조항의 본문 및 2개의 부속서(Ansex)로 구성되어 있다. 주요 내용은 크게 가입국의 생물다양성 보전 의무와 생물다양성 보전을 위한 가입국 간 협력 부분으로 구분할 수 있다. 국내적 의무로는 생물다양성의 보전과 지속가능한 이용을 위한 국가 전략의 수립, 생물다양성 구성 요소의 조사 및 감시, 보호 지역의 설정 등 현지 내(in-situ) 보전 조치와 종자은행 설립 등 현지 외(ex-situ) 보전 조치의 시행, 생물다양성 보전을 고려한 환경영향평가 수행 등이 있다. 가입국 간 협력사항으로는 타국 보유 유전자원에 접근할 때에는 해당국의 사전 승인을 받도록 하는 제도(Prior Informed Consent: PIC) 도입, 생명공학기술 등 생물다양성 보전 기술을 다른 가입국에게 이전 촉진, 유전자변형생물체(living modified organisms: LMOs)의 안전한 국가 간 이동 및 관리를 위한 의정서 채택 검토, 개도국의 협약 이행을 위한 재정 지원 조항 등이 있다. 각국은 자국의 영토 내에서 열대 우림과 동식물 등이 풍부한 생물종 다양성을 인류의 귀중한 자원으로 인식하고 과거 선진국들이 무제한 사용한 유전자원들에 대한 배타적 독점권을 거부하고 열대림 등의 보존으로 입은 경제적 불이익에 대한 보상을 원칙으로 내세웠다. 또 과학적 또는 교육적으로 생물자원을 이용하는 것은 가능하나 상업적으로 이용하려고 할 때에는 자원이용국과 자원보유국이 긴밀히 상호 협력하여야 한다는 것을 포함하고 있다.

## 현황
생물다양성협약은 생물자원이 풍부하지 못하며 기술선진국도 아닌 대한민국 입장에서 국제적인 생물자원 및 유전자원 보호 움직임과 선진국의 기술이전 기피 움직임은 대한민국 외의 생물자원 확보와 대한민국 내 고유기술 개발 등 생명공학기술 발전에 큰 영향을 미칠 것이다. 생물다양성협약이 대한민국에 부담이 되는 측면으로 생물 및 유전자원을 활용하여 개발한 생명공학기술은 환경안전성에 대한 평가를 받아야 할 것이며, 자원을 제공한 국가에 대한 기술이전의 우선권 부여 및 적절한 대가의 지불 등이 있어야 할 것이다. 대한민국 국외 생물자원의 확보라는 관점에서 볼 때 생물다양성협약은 국내 관련 산업 발전에 제약요인이 될 수 있다. 생물다양성 보전이 국내 산업에 주는 긍정적인 측면은 다음과 같다. 첫째, 자생 동식물 자원의 보전 및 개발을 통하여 지역산업의 발전을 가져올 수 있다. 둘째, 생물자원을 이용한 제품개발을 통해 전통기술의 지속적인 발전을 도모하고 새로운 시장을 개척할 수 있다. 셋째, 생태계 보전 및 미화를 통한 관광 및 레저 산업의 발전을 이끌 수 있다. 넷째, 대한민국 내 고유생물과 유전자원의 보전 및 확보, 이를 이용한 생명공학 원천기술의 개발과 생물산업의 발전 등을 무시할 수 있다.

## 같이 보기
- 생태관광
- 멸종위기종
- 세계 중요 농업 유산 시스템
- 홀로세 멸종
- 국제 생물 다양성의 날
- 유엔 사막화 방지 협약
- 기후변화에 관한 유엔 기본 협약